# NGC 7401
NGC 7401 é uma galáxia espiral (Sa) localizada na direcção da constelação de Pisces. Possui uma declinação de +01° 08' 33" e uma ascensão recta de 22 horas, 52 minutos e 58,5 segundos.
A galáxia NGC 7401 foi descoberta em 2 de Outubro de 1856 por William Parsons.